# Allobates fratisenescus
Allobates fratisenescus (synoniem: Colostethus fratisenescus) is een kikkersoort uit de familie van de Aromobatidae. De wetenschappelijke naam van de soort is voor het eerst geldig gepubliceerd in 2002 door Victor Morales.
Deze soort is gevonden op twee plaatsen bij de monding van de rivier de Pastaza op de oostelijke hellingen van de Andes in Ecuador, tussen 900 en 1000 m boven zeeniveau. De soort woont in tropisch regenwoud en waarschijnlijk ontwikkelen de larven zich in het water.